# Carl-Georg Salzwedel
Carl-Georg Salzwedel (* in Niedersachsen) ist ein deutscher Journalist, Radiomoderator und Nachrichtensprecher sowie Moderator im Fernsehen.

## Leben
Salzwedel studierte Rechtswissenschaft an der Universität Hamburg. Nach Studium und Referendariat volontierte er beim Norddeutschen Rundfunk in Hamburg. Während seines Volontariats half Salzwedel auch im ARD-Hauptstadtstudio in Berlin aus. Seit 2012 ist er Reporter beim NDR-Hamburg Journal sowie für weitere Nachrichtensendungen des NDR, unter anderem NDR Info. Seit 2016 ist Salzwedel außerdem Moderator der Nachrichten im Hamburg Journal. Zwischenzeitlich war er als Nachrichten-Moderator bei NDR 90,3 zu hören. Darüber hinaus spricht er seit 2021 regelmäßig Randausgaben der Tagesschau. Zusätzlich moderiert er seit dem 3. September 2021 Tagesschau-Nachrichten auf Tagesschau24.